# Hans Daams
Hans Daams   (Valkenswaar, 19 de gener de 1962) Johannes Wilhelmus Antonius Daams es un ciclista neerlandès, que fou professional entre 1985 i 1989. El seu èxit esportiu més destacat fou la victòria al Circuit de les Ardenes flamenques - Ichtegem de 1985. Com a amateur va prendre part en els Jocs Olímpics de Los Angeles de 1984, en la prova de ruta. La seva filla Jessie Daams també s'ha dedicat al ciclisme.

## Palmarès
Palmarès de Hans Daams.
- 1983
  - Vencedor d'una etapa a la Volta a Limburg amateur
- 1984
  - Vencedor d'una etapa a la Volta a Limburg amateur
- 1985
  - 1r al Circuit de les Ardenes flamenques - Ichtegem
- 1986
  - Vencedor d'una etapa al Critèrium del Dauphiné Libéré
- 1987
  - 1r a la Volta a Frísia
- 1988
  - 1r a la Fletxa costanera
- 1989
  - Vencedor d'una etapa a la Volta a Suècia
  - 1r al Tour de les Amèriques i vencedor de 2 etapes